# Domenico Troili
L'abbé Domenico Troili né le 11 avril 1722 et décédé le 14 février 1793 est un Jésuite et un astronome italien du XVIIIe siècle.

## Biographie
Domenico Troili a rendu compte pour la première fois d'une chute de météorite. Son livre de 43 pages, intitulé Ragionamento della caduta di un sasso a été publié en 1763 à Modène en Italie,.
En son hommage, son nom a été donné à un minéral (la troïlite).